# 华北博物院
华北博物院，又名天津英华博物馆（Anglo - Chinese School Museum），成立于1904年，由旅津英国伦敦会传教士赫立德（Samuel Lavington Hart）依托天津法租界新学书院建成，是天津市的第一座近代博物馆。华北博物院规模较小，且坐落于法租界新学书院校内，因此可参观的观众较少，社会影响力较小，但以其较早建立和丰富的展品而受旅津外国人的关注。

## 历史沿革
1904年，华北博物院由旅津英国伦敦会传教士赫立德依托新学书院在天津法租界内建立。1905年1月12日，华北博物院举行开幕式，时任津海关道唐绍仪、英驻华公使等政要出席典礼。
在对外开放的前十个月里，华北博物院共接待参观观众1,623人次，取得了很好的成绩，并成为学校教学的重要演示场所，在清末民初的天津曾轰动一时。
1928年赫立德退休，继任者栾嘉立（C.H.B.Longman）对藏品保管不善，导致大部分动物标本霉烂，被作为垃圾被处理掉。
1935年，中國博物館協會成立后开始组织搜集全国博物馆信息。虽然中国博物馆协会1936年出版的《中国博物馆一览》收录了华北博物院，但在该馆在介绍部分已标注“现因经费无着，暂行停办”，此后亦再无复展。
太平洋战争后，于1942年8月30日，天津私立新学中学校长校舍被日军占领，改为天津市立第三中学及日语专科学校，张元第任校长。他将鲸鱼骨骼等送往天津特别市立博物院。

## 展品

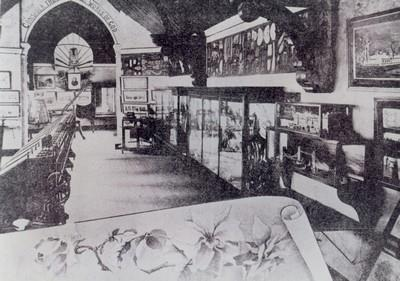
华北博物院展馆

华北博物院所藏物品主要包括天然矿物、地质矿产、南海岛民材料、人类学模型、各国文字之圣经版本、王懿荣旧藏甲骨一部分。
博物院内收藏了一架大型的鲸鱼骨骼标本，是的标志性藏品之一。近代金石学家王懿荣曾向华北博物院捐赠一批甲骨碎片，其中25片经考鉴定属珍品。
除历史文物外，华北博物院还收藏了种类繁多的动植物标本，涵盖植物学、昆虫学、古生物学和矿物学领域，例如各类植物标本、昆虫标本、化石以及矿石样本。其中，蝴蝶等昆虫标本是新学书院教师埃里克·利德爾利用暑期带领学生到中国南方采捕制作的。